# Micho Dukov
Micho Ivanov Dukov (Михо Иванов Дуков; * 29. října 1955 Šivočevo, Bulharsko) je bývalý bulharský zápasník, volnostylař. V roce 1980 vybojoval na olympijských hrách v Moskvě stříbrnou medaili v kategorii do 62 kg. V roce 1976 vybojoval na hrách v Montrealu čtvrté místo v kategorii do 57 kg.